# Estrellas de la secuencia principal tipo O

clasificación de Morgan-Keenan

Las estrellas de la secuencia principal tipo O son una clase estelar muy caliente bastante escasa en la galaxia. Estas estrellas son muy masivas y evolucionan terriblemente rápido.

## Propiedades Fisícas
Estas estrellas suelen tener una magnitud absoluta de entre 0 hasta -5, siendo una de las estrellas mas brillantes del cielo. No se quedan atrás con sus impresionantes 30.000–1.000.000 luminosidades solares por su abrumadora temperatura, esta temperatura es característica de su tipo O, que hace que tenga entra 30.000K-80.000K, su radio esta entre 9–80 masas solares, sus radios parecidos con 15–120 radios solares.
Las estrellas de la secuencia principal tipo O suelen ser características en su espectro por tener helio, nitrógeno, carbono y oxigeno.Las líneas clave son las líneas HeII prominentes a 454,1 nm y 420,0 nm, que varían de muy débil a O9,5 a muy fuerte en O2-O7, y las líneas HeI a 447,1 nm y 402,6 nm, que varían de ausente en O2 / 3 a prominente en O9.5. La clase O7 se define donde las líneas HeI de 454,1 nanómetros HeII y 447,1 nanómetros tienen la misma resistencia. Las estrellas de tipo O más calientes tienen líneas neutras tan débiles que se separan mejor sobre la fuerza relativa de las líneas NIII y NIV.
Se crean en regiones tapadas por polvo interestelar, como cúmulos masivos.

## Tiempo de vida
Las Estrellas de secuencia principal tipo O presentan una evolución estelar tan rápida, que evolucionan de 3–8 millones de años y al final llegan con una perdida de masa muy grande, dejando mucho medio interestelar.

## Ejemplos
Las estrellas tipo O son raras pero luminosas, por lo que son fáciles de detectar y hay una serie de ejemplos a simple vista.

### Secuencia principal

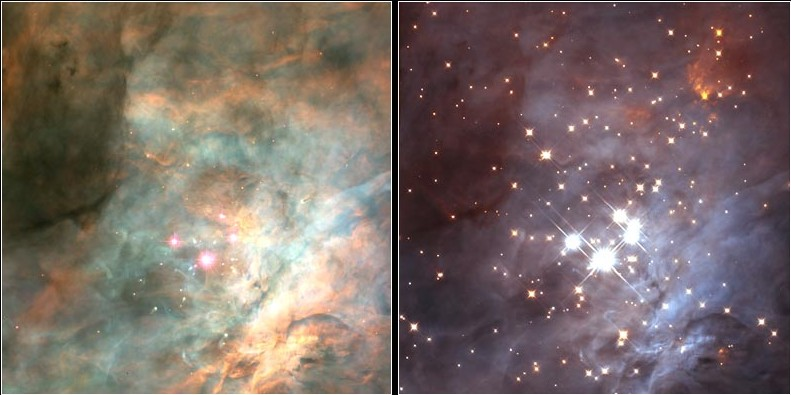
La estrella más brillante en el cluster de Trapecio es O7V estrella θ1 Orionis C. Los otros tres son B0.5 y B1 estrellas de la secuencia principal.

- 10 Lacertae
- AE Aurigae
- BI 253
- Delta Circini
- HD 93205 (V560 Carinae)
- Mu Columbae
- Sigma Orionis
- Theta1 Orionis C
- VFTS 102
- Zeta Ophiuchi